# (927) Ratisbona
(927) Ratisbona es un asteroide perteneciente al cinturón exterior de asteroides descubierto el 16 de febrero de 1920 por Maximilian Franz Wolf desde el observatorio de Heidelberg-Königstuhl, Alemania.
Está nombrado por la ciudad alemana de Ratisbona.